# Hans Hauser (Skirennläufer)
Hermann Johann "Hans" Hauser (* 3. Oktober 1911 in Aigen bei Salzburg; † 27. Juli 1974 in Salzburg) war ein österreichischer Alpiner und Nordischer Skisportler und der erste Medaillengewinner bei Alpinen Skiweltmeisterschaften aus dem Bundesland Salzburg.

## Jugend und Herkunft
Hans Hauser wuchs gemeinsam mit seinem um ein Jahr jüngeren Bruder Max (* 5. Dezember 1912) auf der Zistelalm am Gaisberg auf. Seine ursprünglich aus dem Zillertal stammenden Eltern betrieben in 1000 m Seehöhe neben der Landwirtschaft einen Gasthof und  zählten zu den ersten Wegbereitern des damals noch nicht entwickelten Skitourismus. Auf Grund der Abgeschiedenheit bewältigten die beiden Brüder im Winter den Weg in die Bürgerschule in den Ortsteil Vorderfager mit Skiern. Dabei handelte es sich um selbstgefertigte, im Feuer gebogene schmale Bretter aus Esche oder Buche, auf denen die hinteren Teile alter Schuhe aufgenagelt wurden und zwei Riemen, die zur Befestigung dienten. Als Jugendliche etablierten sich Hans und sein Bruder im 1910 gegründeten und aufstrebenden Skiclub Salzburg neben Pionieren wie Markus Maier und Edi Galeitner bald als fixe Größen.

## Aktive Karriere als Skiläufer
Mit 18 Jahren bestritt Hans Hauser erstmals die Kandahar-Abfahrt in St. Anton am Arlberg und belegte den für ihn enttäuschenden 25. Rang. Bereits zwei Jahre darauf feierte er seine ersten großen Erfolge bei den FIS-Rennen in Cortina d’Ampezzo, die von der FIS nachträglich zu Weltmeisterschaften erklärt wurden. Während er sich im Abfahrtslauf noch mit dem vierten Rang zufriedengeben musste, belegte er im Slalom den dritten und in der Alpinen Kombination, die damals noch die wichtigste Disziplin im alpinen Skizirkus darstellte, hinter dem Schweizer Otto Furrer und vor Österreichs Aushängeschild Guzzi Lantschner den zweiten Platz. Im selben Jahr gewann er unter anderem Slalom und Kombination der Hahnenkammrennen in Kitzbühel.
Seine größte Enttäuschung erlebte der Salzburger 1933 bei den Heimweltmeisterschaften in Innsbruck. Noch vor dem Kombinationsabfahrtslauf bestritt Hauser die sich über 10 km Länge ziehende Spezialabfahrt auf dem Glungezer. Der aufkommende Föhn setzte der Strecke jedoch derart zu, dass die 94 gestarteten Sportler während ihrer Läufe über mehrere Erdklumpen fahren mussten. Mit 18:05,6 fuhr Hans Hauser mit der Startnummer 77 und eineinhalb Minuten Vorsprung auf Guzzi Lantschner Bestzeit. Auf Intervention der im geschlagenen Feld gelandeten Favoriten aus der Schweiz entschied die FIS, den Spezialabfahrtslauf auf Grund der widrigen Bedingungen nicht als Weltmeisterschaftsrennen anzuerkennen. In der Kombinationsabfahrt, die zugleich auch als Spezialabfahrt gewertet wurde, belegte er den dritten Rang hinter den Schweizern Prager und Zogg und gewann damit seine dritte Medaille bei internationalen Großereignissen.
Wie in den Anfangsjahren im Skisport durchaus üblich, startete der Salzburger auch in den Nordischen Wettbewerben und zeigte auch dort Talent. Er nahm ab 1933 an den Nordischen Skiweltmeisterschaften teil und startete neben Markus Maier und Edi Galeitner 1934 als erster Salzburger am Holmenkollen in Oslo. 1935 erzielte er mit dem siebten Platz in der Kombination sein bestes Resultat bei den Nordischen Skiweltmeisterschaften. Unerreicht blieben seine drei österreichischen Meistertitel in der damaligen Königsdisziplin, der Dreierkombination aus Abfahrtslauf, Sprunglauf und Skilanglauf.
Zur Zeit der Olympischen Winterspiele von 1936 befand sich Hauser in Hochform, zählte aber auf Grund seiner Skilehrertätigkeit als Profi und wurde daher von der sicher scheinenden Teilnahme in Berchtesgaden ausgeschlossen. Nachdem der Salzburger schon vorher geholfen hatte, W. Averell Harrimans Skizentrum „Ketchum“ in Sun Valley aufzubauen, ging er gemeinsam mit seinem ebenfalls im Skizirkus tätigen Bruder Max in die Vereinigten Staaten.

## Berufstätigkeit in den USA, Familientragödien und Tod
Während Max Hauser nach Ausbruch des Zweiten Weltkrieges in die Heimat zurückkehrte, blieb Hans trotz der drohenden Internierung in Amerika und arbeitete als Skischulleiter in Sun Valley. Zu seinen prominenten Kunden, denen der Österreicher die ersten Schwünge im Schnee beibrachte, gehörten unter anderem Henry Ford und das Ehepaar Hemingway.
Nach seiner Hochzeit mit Virginia Hill, die zuvor eine Liaison Bugsy Siegels gewesen war und der von der amerikanischen Boulevard-Presse Verbindungen zur amerikanischen Mafia nachgesagt wurden, kam 1950 der gemeinsame Sohn Peter zur Welt. Hans Hauser kehrte mit seiner Familie nach Europa zurück und führte in den folgenden Jahren ein unbeschwertes Leben in der Schweiz. Das Familienglück währte aber nur kurz. Virginia Hauser starb 1966 an einer Überdosis Schlaftabletten, der Sohn starb 1995 unter mysteriösen Umständen bei einem Autounfall nahe Toulouse. Der bisher stets als Lebemensch bekannte Hans Hauser zog sich daraufhin immer mehr aus der Öffentlichkeit zurück, bevor er am 27. Juli 1974 in seiner Bar in Salzburg erhängt aufgefunden wurde, wobei man offiziell, wie bei seiner Frau acht Jahre zuvor, von Selbstmord ausgeht. Von öffentlicher Hand her wird zumeist angenommen, dass alle drei Tode, aufgrund Virginia Hill's ehemaligen Vergangenheit zur Cosa Nostra, und entsprechender Geldschulden, ebendieser zuzuordnen sind. Alle drei sind zusammen am  Friedhof Aigen in Salzburg beerdigt.
Max Hauser, dem stets der Ruf des „besonneneren“ der beiden Brüder vorauseilte, überlebte Hans um neun Jahre und verstarb am 27. November 1983.
Die Zistelalm am Gaisberg wird mittlerweile von der vierten Generation der Familie Hauser geführt. An die zwei Burschen von der Zistel, die ausgezogen waren, um die Skiwelt zu erobern, erinnern heute noch ein paar vergilbte Fotos und Zeitungsausschnitte an den Wänden.
Im September 2019 drehte ServusTV unter der Regie von Sascha Köllnreiter eine Dokumentation über Virginia Hill und Hans Hauser, dargestellt von Verena Altenberger und Michael Dangl und produziert von Adrian Goiginger und Peter Wildling.

## Größte Erfolge

### Weltmeisterschaften
- Vizeweltmeister in der Kombination in Cortina d’Ampezzo 1932
- 3. Platz im Slalom in Cortina d’Ampezzo 1932
- 3. Platz in der Abfahrt in Innsbruck 1933
- 4. Platz im Slalom in Innsbruck 1933

### Österreichische Meisterschaften
- 3 × Österreichischer Meister in der Dreierkombination

### Salzburger Landesmeisterschaften
- 3 × Salzburger Landesmeister in der Dreierkombination

### Weitere Erfolge
- Hahnenkammsieger in der Viererkombination 1936
- Sieger in Slalom und Zweierkombination am Hahnenkamm 1932, 2. Platz in der Dreierkombination
- 3. Platz beim Arlberg-Kandahar-Rennen 1932

## Belege
1. ↑  Pfarramt Salzburg-Aigen, Taufbuch X, Seite 60, Digitalisat 03-Taufe_0060, lfd. Eintrag 42 Geburts- und Taufeintrag: Hermann Johann Hauser; abgerufen über matricula.online am 17. November 2017;
2. ↑  Cold Case: How a Babe May Have Helped the Mob Rub Out Bugsy | NBC Southern California. In: nbclosangeles.com. Abgerufen am 29. August 2015.
3. ↑  Mobster Bugsy Siegel murder finally revealed to be a love triangle execution | Daily Mail Online. In: dailymail.co.uk. Abgerufen am 29. August 2015.
4. ↑  Virginia Hill: Die Geschichte einer Salzburger Gangsterbraut Abgerufen am 30. Oktober 2024
5. ↑  Das Rätsel um Virginia Hill: Mordete die Mafia in Salzburg? Abgerufen am 30. Oktober 2024
6. ↑  Mafiabraut zwischen Chicago, Idaho und Salzburg Abgerufen am 30. Oktober 2024
7. ↑  TV-Doku "Virginia": Verena Altenberger dreht im Salzburger Land. In: Kurier.at. 11. September 2019, abgerufen am 14. September 2019.

| Personendaten    | Personendaten                                        |
| ---------------- | ---------------------------------------------------- |
| NAME             | Hauser, Hans                                         |
| ALTERNATIVNAMEN  | Hauser, Johann                                       |
| KURZBESCHREIBUNG | österreichischer Skirennläufer                       |
| GEBURTSDATUM     | 3. Oktober 1911                                      |
| GEBURTSORT       | Aigen bei Salzburg, Land Salzburg, Österreich-Ungarn |
| STERBEDATUM      | 27. Juli 1974                                        |
| STERBEORT        | Salzburg, Land Salzburg, Österreich                  |